# The Name of Love
"The Name of Love", skriven av Lina Eriksson och Mårten Eriksson, är en balladlåt som var Magnus Bäcklunds bidrag till den svenska Melodifestivalen 2006. Sången fick heta The Name of Love efter att man hittat likheter mellan denna och en av Jan Johansens låtar.[förklaring behövs] Melodin tog sig vidare till final via Andra chansen. I finalen slutade den på femte plats med 68 poäng, varav 11 kom från telefonrösterna.

## Singeln
På försäljningslistan för singlar i Sverige låg den som högst på sjätte plats. Melodin låg även på Svensktoppen i en vecka, då den låg på nionde plats den 14 maj 2006 .

### Låtlista
1. "The Name of Love" (originalversion) - 3:06
2. "The Name of Love" (Singbackversion) - 3:03

### Listplaceringar
| Lista (2006) | Topplacering |
| ------------ | ------------ |
| Sverige      | 6            |